# Kaiserjoch
Das Kaiserjoch ist ein 2310 m ü. A. hoher Gebirgspass in Österreich und verbindet das Stanzertal mit dem oberen Lechtal, welche beide in Tirol liegen.
Das Tal rund um das Dorf Kaisers wurde im 13. Jahrhundert über das Kaiserjoch hinweg vom Stanzertal aus besiedelt. Bis 1938 gehörte es daher noch zum Gericht und Bezirk Landeck. Ein alter Saumweg der über das Kaiserjoch das Lechtal mit dem Stanzertal verband, war bis Mitte des 19. Jahrhunderts rege begangen. Erst als die Straße über den Flexenpass erbaut wurde, verfiel dieser Weg. Noch heute existiert auf der Nordrampe eine Schotterstraße, die auf das Kaiserjoch hinauf führt und von dort einen herrlichen Ausblick gestattet. Die Südrampe hinein ins Stanzertal, hinunter zur Rosanna, stellt aber nur ein bescheidener Fußweg da.
Auf dem Kaiserjoch steht das Kaiserjochhaus.